# مبرهنة الحد الأقصى لنقل الطاقة
في الهندسة الكهربية، تنص مبرهنة الحد الأقصى لنقل الطاقة على أن أقصى معدل لانتقال الطاقة الكهربية من مصدر كهربي ذي مقاومة داخلية محدودة يتحقق عندما تتساوى مقاومة الأحمال مع المقاومة المكافئة لمصدر الطاقة الكهربية عند النظر إليه من أطرافه (تُعرف أيضًا بمقاومة ثيفينين المكافئة). نشر موريتس فون ياكوبي مبرهنة الحد الأقصى لنقل الطاقة قرابة عام 1840؛ ويُشار إليها أيضًا بقانون ياكوبي.
تفضي تلك المبرهنة إلى الحد الأقصى لمعدل انتقال الطاقة من المصدر إلى شبكة الأحمال الكهربية وليس الحد الأقصى لكفاءة انتقال الطاقة. إذ أن كفاءة انتقال الطاقة ترتفع بزيادة مقاومة الأحمال عن مقاومة المصدر الداخلية نظرًا إلى ارتفاع نسبة الطاقة المنقولة للأحمال إلى الطاقة الكلية، ولكن مقدار الطاقة المنتقلة للأحمال سوف ينخفض نظرًا لزيادة مقدار المقاومة الكلية للدائرة الكهربية (P=V^2/R).
إذا كانت مقاومة الأحمال أقل من مقاومة المصدر فإن معظم الطاقة المنتقلة ستتبدد داخل المصدر نفسه. ورغم زيادة مقدار الطاقة الكلية المبددة، فإن مقدار الطاقة المبددة داخل الأحمال أقل مما كانت عليه في المثال السابق نظرًا لمقاومة الأحمال الصغيرة.
يمكن استخدام تلك المبرهنة في اختيار مقاومة الأحمال المناسبة لزيادة معدل نقل الطاقة إلى أقصى درجة بمعلومية مقاومة المصدر. ولكن العكس غير صحيح: لا يمكن استخدام تلك المبرهنة في تحديد مقاومة المصدر المناسبة لزيادة معدل نقل الطاقة. في الواقع، مقاومة المصدر التي تؤدي إلى أقصى انتقال للطاقة الكهربية تساوي الصفر بغض النظر عن مقاومة الأحمال.
يمكن لتلك المبرهنة أن تمتد لتشمل دوائر التيار المتردد التي تنطوي على مفاعلات كهربية إلى جانب المقاومات، وتنص تلك المبرهنة على أن أقصى معدل انتقال للطاقة الكهربية يتحقق عندما تتساوى ممانعة (Z) الأحمال الكهربية مع المرافق المركب لممانعة مصدر الطاقة (Z*).
في عام 2013، تبين أن الرياضيات الكامنة وراء مبرهنة الحد الأقصى لنقل الطاقة تسري كذلك على عدة ظواهر فيزيائية أخرى مثل:
- تصادم جسمين تصادمًا ميكانيكيًا.
- تقاسم الشحنة الكهربية بين مكثفين.
- تدفق السوائل من أسطوانة دائرية إلى أخرى.
- انتقال الضوء وانعكاسه عند الحدود الفاصلة بين وسطين.

## إثبات المبرهنة في حالة دوائر المقاومات باستخدام التفاضل
في الشكل المقابل، تنتقل الطاقة من المصدر الكهربي ذي الجهد المستمر V والمقاومة الداخلية الثابتة Rs إلى حمل مقاومته تساوي Rl، ما يؤدي إلى مرور تيار كهربي مستمر مقداره I. بتطبيق قانون أوم، I يساوي خارج قسمة جهد المصدر على مقاومة الدائرة الكلية:
{\displaystyle I={\frac {V}{R_{\mathrm {S} }+R_{\mathrm {L} }}}.}
القدرة الكهربية المبددة في الحمل الكهربي Pl تساوي حاصل ضرب مربع التيار في مقاومة الحمل:
{\displaystyle P_{\mathrm {L} }=I^{2}R_{\mathrm {L} }=\left({\frac {V}{R_{\mathrm {S} }+R_{\mathrm {L} }}}\right)^{2}R_{\mathrm {L} }={\frac {V^{2}}{R_{\mathrm {S} }^{2}/R_{\mathrm {L} }+2R_{\mathrm {S} }+R_{\mathrm {L} }}}.}
يمكن حساب مقاومة الحمل التي تؤدي إلى أقصى قيمة محلية للكمية الرياضية السابقة عن طريق التفاضل، وهي نفس القيمة التي تؤدي إلى أقل قيمة محلية للمقام في المعادلة السابقة:
{\displaystyle R_{\mathrm {S} }^{2}/R_{\mathrm {L} }+2R_{\mathrm {S} }+R_{\mathrm {L} }}
بأخذ مشتقة المعادلة السابقة بالنسبة لمقاومة الحمل:
{\displaystyle {\frac {d}{dR_{\mathrm {L} }}}\left(R_{\mathrm {S} }^{2}/R_{\mathrm {L} }+2R_{\mathrm {S} }+R_{\mathrm {L} }\right)=-R_{\mathrm {S} }^{2}/R_{\mathrm {L} }^{2}+1.}
تتحقق الكمية الصغرى أو القصوى عندما تتساوي مشتقة المقام مع الصفر، أي أن:
{\displaystyle R_{\mathrm {S} }^{2}/R_{\mathrm {L} }^{2}=1}
أو:
{\displaystyle R_{\mathrm {L} }=\pm R_{\mathrm {S} }.}
في الدوائر الكهربية العملية، مقدار كلٌ من مقاومة المصدر Rs ومقاومة الحمل Rl كمية موجبة، ما يعني أن الحل الصحيح هو Rl = +Rs
باشتقاق المقام مجددًا يمكننا معرفة ما إذا كان الحل السابق يؤدي إلى قيمة صغرى أو قصوى:
{\displaystyle {{d^{2}} \over {dR_{\mathrm {L} }^{2}}}\left({R_{\mathrm {S} }^{2}/R_{\mathrm {L} }+2R_{\mathrm {S} }+R_{\mathrm {L} }}\right)={2R_{\mathrm {S} }^{2}}/{R_{\mathrm {L} }^{3}}.\,\!}
الكمية الناتجة هي كمية موجبة دائمًا طالما كانت مقاومة الحمل Rl كمية موجبة، ما يعني أن المقام يكون عند أدنى قيمة وتكون القدرة المبددة في الحمل عند أقصى قيمة عندما يتحقق الشرط Rl = Rs
يفترض الإثبات السابق أن مقاومة المصدر ثابتة. أما إذا كانت مقاومة المصدر متغيرة، يمكن زيادة القدرة المنتقلة بتقليص مقاومة المصدر Rs. فمثلًا، يولد مصدر جهد كهربي 100 فولت بمقاومة داخلية 10 أوم 250 واط داخل حمل مقداره 10 أوم؛ وعند تخفيض مقاومة المصدر إلى الصفر تزداد القدرة المبددة في الحمل إلى 1000 واط.
من الجدير بالملاحظة أن فرق الجهد بين طرفي مقاومة الحمل الذي يبدد أقصى قدرة من مصدر الطاقة يساوي نصف جهد ثيفينين المكافئ لدائرة المصدر الكهربية.